# Liga Europa de la UEFA 2010-11
La Liga Europa de la UEFA 2010-11 (en inglés: 2010-11 UEFA Europa League) fue la 40.ª edición de esta competición. Un total de 194 equipos (incluyendo 33 conjuntos eliminados de fases distintas de la Liga de Campeones) de 53 federaciones nacionales participaron en esta edición en la que solo el Club Atlético de Madrid, como campeón de la temporada anterior tenía garantizada su participación en la fase final de la competición, la cual comenzó a principios de julio de 2010 y concluyó el 18 de mayo de 2011, y en la cual el equipo español no pudo defender su título al no pasar de la fase de grupos. La final disputada el miércoles 18 de mayo de 2011 y por primera vez en el Estadio Aviva de Dublín, estadio de la selección de Irlanda, enfrentó por primera vez a dos equipos portugueses, con victoria del Porto por el solitario gol de Falcao ante el Sporting de Braga.

## Rondas previas de clasificación

### Primera ronda previa
Participaron un total de 52 equipos, 49 de ellos pertenecientes a las 32 ligas con menor coeficiente UEFA, salvo Liechtenstein. Los otros tres fueron invitados en relación con el ranking por ligas de juego limpio de la UEFA. El sorteo se llevó a cabo el 21 de junio de 2010 en Nyon; los encuentros de la ida se disputaron el 1 de julio, mientras que los de vuelta se jugaron el 8 de julio.
| Equipo local ida      | Resultado | Equipo visitante ida | Ida | Vuelta  |
| --------------------- | --------- | -------------------- | --- | ------- |
| UE Santa Coloma       | 0:5       | FK Mogren            | 0:3 | 0:2     |
| NK Olimpija Ljubljana | 0:5       | NK Široki Brijeg     | 0:2 | 0:3     |
| Anorthosis Famagusta  | 4:0       | FC Banants           | 3:0 | 1:0     |
| FC Olimpia Bălţi      | (v)1:1    | FK Khazar Lenkoran   | 0:0 | 1:1     |
| HNK Šibenik           | 3:0       | Sliema Wanderers FC  | 0:0 | 3:0     |
| FC Tobol              | 2:4       | HŠK Zrinjski Mostar  | 1:2 | 1:2     |
| Ulisses F.C.          | 0:1       | Bnei Yehuda Tel Aviv | 0:0 | 0:1     |
| FK Rabotnički         | 11:0      | FC Lusitanos         | 5:0 | 6:0     |
| KF Tirana             | 1:0       | Zalaegerszegi TE     | 0:0 | 1:0(pr) |
| FC Zestafoni          | 5:0       | SC Faetano           | 5:0 | 0:0     |
| NSÍ Runavík           | 1:4       | Gefle IF             | 0:2 | 1:2     |
| FC Torpedo Zhodino    | 6:1       | ÍF Fylkir            | 3:0 | 3:1     |
| Randers FC            | 7:3       | F91 Dudelange        | 6:1 | 1:2     |
| Portadown FC          | 2:1       | Skonto FC            | 1:1 | 1:0     |
| Turun Palloseura      | 7:1       | Port Talbot Town FC  | 3:1 | 4:0     |
| KR Reykjavík          | 5:2       | Glentoran FC         | 3:0 | 2:2     |
| CS Grevenmacher       | 4:5       | Dundalk FC           | 3:3 | 1:2     |
| Kalmar FF             | 4:0       | EB/Streymur          | 1:0 | 3:0     |
| Llanelli AFC          | 4:5       | FK Tauras            | 2:2 | 2:3(pr) |
| JK Narva Trans        | 0:7       | MyPa                 | 0:2 | 0:5     |
| FK Zeta               | 1:1(v)    | FC Dacia Chişinău    | 1:1 | 0:0     |
| KF Laçi               | 2:8       | FC Dnepr Mogilev     | 1:1 | 1:7     |
| FC Shakhter Karagandy | 1:3       | Ruch Chorzów         | 1:2 | 0:1     |
| Dinamo Tbilisi        | 2:1       | FC Flora Tallinn     | 2:1 | 0:0     |
| FC Nitra              | 3:5       | Győri ETO FC         | 2:2 | 1:3     |
| FK Qarabağ            | 5:2       | FK Metalurg Skopje   | 4:1 | 1:1     |

### Segunda ronda previa
Participaron 54 equipos pertenecientes a todas las ligas de la UEFA salvo las seis primeras de la clasificación del coeficiente UEFA por ligas, a los que se unieron los 26 clasificados de la primera ronda previa. El mismo sorteo de la primera ronda previa sirvió para establecer las eliminatorias de la segunda. Los encuentros se jugaron el 15 (ida) y el 22 de julio de 2010 (vuelta).
| Equipo local ida     | Resultado | Equipo visitante ida     | Ida | Vuelta  |
| -------------------- | --------- | ------------------------ | --- | ------- |
| Círculo de Brujas    | (v)2:2    | Turun Palloseura         | 0:1 | 2:1     |
| Motherwell FC        | 2:0       | Breiðablik UBK           | 1:0 | 1:0     |
| Anorthosis Famagusta | 3:2       | HNK Šibenik              | 0:2 | (pr)3:0 |
| FC Lausanne-Sport    | 2:1       | FK Borac Banja Luka      | 1:0 | 1:1     |
| FK Šiauliai          | 0:7       | Wisla Cracovia           | 0:2 | 0:5     |
| Kalmar FF            | 2:0       | FC Dacia Chişinău        | 0:0 | 2:0     |
| FC Utrecht           | 5:1       | KF Tirana                | 4:0 | 1:1     |
| ND Gorica            | 1:4       | Randers FC               | 0:3 | 1:1     |
| CS Marítimo          | 6:4       | Sporting Fingal FC       | 3:2 | 3:2     |
| FK Sūduva            | 2:6       | Rapid Viena              | 0:2 | 2:4     |
| FK Ventspils         | 1:3       | FK Teteks                | 0:0 | 1:3     |
| OFK Belgrado         | 3:2       | FC Torpedo Zhodino       | 2:2 | 1:0     |
| FC Olimpia Bălţi     | 1:7       | Dinamo Bucarest          | 0:2 | 1:5     |
| MyPa                 | 8:0       | UE Sant Julià            | 3:0 | 5:0     |
| Videoton FC          | 1:3       | NK Maribor               | 1:1 | 0:2     |
| Brøndby IF           | 3:0       | FC Vaduz                 | 3:0 | 0:0     |
| Stabæk IF            | 3:3(v)    | FC Dnepr Mogilev         | 2:2 | 1:1     |
| Shamrock Rovers FC   | 2:1       | Bnei Yehuda Tel Aviv     | 1:1 | 1:0     |
| IF Elfsborg          | 3:1       | FC Iskra-Stal Rîbniţa    | 2:1 | 1:0     |
| KR Reykjavík         | 2:6       | FK Karpaty Lviv          | 0:3 | 2:3     |
| Maccabi Tel Aviv FC  | 3:2       | FK Mogren                | 2:0 | 1:2     |
| FK Austria Viena     | 3:2       | NK Široki Brijeg         | 2:2 | 1:0     |
| FK Tauras            | 1:6       | APOEL Nicosia            | 0:3 | 1:3     |
| Molde FK             | (v)2:2    | FK Jelgava               | 1:0 | 1:2     |
| FC Zestafoni         | 3:1       | FK Dukla Banská Bystrica | 3:0 | 0:1     |
| FC Honka             | 2:3       | Bangor City FC           | 1:1 | 1:2     |
| Levski Sofia         | 8:0       | Dundalk FC               | 6:0 | 2:0     |
| FC WIT Georgia       | 0:6       | FC Baník Ostrava         | 0:6 | 0:0     |
| FK Rabotnički        | 1:0       | Mika FC                  | 1:0 | 0:0     |
| FC Atyrau            | 0:5       | Győri ETO FC             | 0:3 | 0:2     |
| Portadown FC         | 2:3       | FK Qarabağ               | 1:2 | 1:1     |
| Beşiktaş JK          | 7:0       | Víkingur Gøta            | 3:0 | 4:0     |
| FC Differdange 03    | 3:5       | Spartak Subotica         | 3:3 | 0:2     |
| FK Dinamo Minsk      | 10:1      | JK Sillamäe Kalev        | 5:1 | 5:0     |
| Valletta FC          | 1:1(v)    | Ruch Chorzów             | 1:1 | 0:0     |
| FK Baku              | 2:4       | FK Budućnost Podgorica   | 0:3 | 2:1     |
| HŠK Zrinjski Mostar  | 13:3      | SP Tre Penne             | 4:1 | 9:2     |
| Gefle IF             | 2:4       | Dinamo Tbilisi           | 1:2 | 1:2     |
| Cliftonville FC      | 1:0       | HNK Cibalia              | 1:0 | 0:0     |
| KS Besa Kavajë       | 1:11      | Olympiacos FC            | 0:5 | 1:6     |

### Tercera ronda previa
Participaron 30 equipos pertenecientes a las 27 ligas con mayor coeficiente UEFA, a los que se unieron los 40 clasificados de la segunda ronda previa. El sorteo se llevó a cabo el 16 de julio de 2010 en Nyon, y los partidos se jugaron el 29 de julio (ida) y 5 de agosto (vuelta).
| Equipo local ida          | Resultado  | Equipo visitante ida     | Ida | Vuelta |
| ------------------------- | ---------- | ------------------------ | --- | ------ |
| Odense BK                 | 5:3        | HŠK Zrinjski Mostar      | 5:3 | 0:0    |
| FC Dnepr Mogilev          | 3:1        | FC Baník Ostrava         | 1:0 | 2:1    |
| FK Rabotnički             | 0:4        | Liverpool FC             | 0:2 | 0:2    |
| CS Marítimo               | 10:3       | Bangor City FC           | 8:2 | 2:1    |
| PFC Beroe Stara Zagora    | 1:3        | Rapid Viena              | 1:0 | 0:3    |
| MyPa                      | 4:5        | FC Timişoara             | 1:2 | 3:3    |
| CSKA Sofia                | 5:1        | Cliftonville FC          | 3:0 | 2:1    |
| FK Karpaty Lviv           | 2:0        | FC Zestafoni             | 1:0 | 1:0    |
| Shamrock Rovers           | 0:3        | Juventus FC              | 0:2 | 0:1    |
| IF Elfsborg               | 7:1        | FK Teteks                | 5:0 | 2:1    |
| FC Nordsjælland           | 1:3        | Sporting de Lisboa       | 0:1 | 1:2    |
| Maribor                   | 6:2        | Hibernian FC             | 3:0 | 3:2    |
| Estrella Roja de Belgrado | 2:3        | Slovan Bratislava        | 1:2 | 1:1    |
| FC Inter Turku            | 3:8        | KRC Genk                 | 1:5 | 2:3    |
| Ruch Chorzów              | 1:6        | FK Austria Viena         | 1:3 | 0:3    |
| FC Viktoria Plzen         | 1:4        | Beşiktaş JK              | 1:1 | 0:3    |
| Olympiacos                | 2:2(v)     | Maccabi Tel Aviv FC      | 2:1 | 0:1    |
| Wisla Cracovia            | 2:4        | FK Qarabağ               | 0:1 | 2:3    |
| Sturm Graz                | 3:1        | Dinamo Tbilisi           | 2:0 | 1:1    |
| Círculo de Brujas         | 2:3        | Anorthosis Famagusta     | 1:0 | 1:3    |
| FK Budućnost Podgorica    | 1:3        | Brøndby IF               | 1:2 | 0:1    |
| Molde FK                  | 4:5        | VfB Stuttgart            | 2:3 | 2:2    |
| Maccabi Haifa FC          | 2:3        | FK Dinamo Minsk          | 1:0 | 1:3    |
| FC Utrecht                | v3:3       | FC Sion                  | 2:0 | 1:3    |
| FC Sibir Novosibirsk      | (v)2:2     | Apollon Limassol         | 1:0 | 1:2    |
| Randers FC                | 3:4        | FC Lausanne-Sport        | 2:3 | 1:1    |
| Dinamo Bucarest           | 3:4        | Hajduk Split             | 3:1 | 0:3    |
| AZ Alkmaar                | 2:1        | IFK Göteborg             | 2:0 | 0:1    |
| Spartak Subotica          | 2:3        | FC Dnipro Dnipropetrovsk | 2:1 | 0:2    |
| Győri ETO FC              | (p 4-3)1:1 | Montpellier HSC          | 0:1 | 1:0    |
| Aalesunds FK              | 1:4        | Motherwell FC            | 1:1 | 0:3    |
| Kalmar FF                 | 3:6        | Levski Sofia             | 1:1 | 2:5    |
| Galatasaray SK            | 7:3        | OFK Belgrado             | 2:2 | 5:1    |
| Jagiellonia Białystok     | 3:4        | Aris Salonica FC         | 1:2 | 2:2    |
| APOEL Nicosia             | 4:1        | FK Jablonec 97           | 1:0 | 3:1    |

### Cuarta ronda previa (Ronda de Play-Off)
Participaron 24 equipos pertenecientes a las 17 ligas con mayor coeficiente UEFA, a los que se unieron los 35 clasificados de la tercera ronda previa más los 15 eliminados de la tercera ronda previa de la Liga de Campeones. El sorteo se llevó a cabo el 6 de agosto de 2010 en Nyon, y los partidos se jugaron el 19 (ida) y el 26 de agosto de 2010 (vuelta).
| Equipo local ida         | Resultado  | Equipo visitante ida  | Ida | Vuelta  |
| ------------------------ | ---------- | --------------------- | --- | ------- |
| Paris Saint-Germain FC   | 5:4        | Maccabi Tel Aviv FC   | 2:0 | 3:4     |
| Bayer Leverkusen         | 6:1        | SC Tavriya Simferopol | 3:0 | 3:1     |
| CSKA Moscú               | 6:1        | Anorthosis Famagusta  | 4:0 | 2:1     |
| Hajduk Split             | 5:2        | FC Unirea Urziceni    | 4:1 | 1:1     |
| Feyenoord Rotterdam      | 1:2        | KAA Gent              | 1:0 | 0:2     |
| KRC Genk                 | 2:7        | FC Porto              | 0:3 | 2:4     |
| Debreceni VSC            | 4:1        | PFC Litex Lovech      | 2:0 | 2:1     |
| Aris Salonica FC         | 2:1        | FK Austria Viena      | 1:0 | 1:1     |
| Galatasaray SK           | 3:3(v)     | FK Karpaty Lviv       | 2:2 | 1:1     |
| US Palermo               | 5:3        | NK Maribor            | 3:0 | 2:3     |
| Club Brujas              | 5:3        | FK Dinamo Minsk       | 2:1 | 3:2     |
| AC Omonia                | 2:3        | FC Metalist Kharkiv   | 0:1 | 2:2     |
| SC Vaslui                | 0:2        | Lille OSC             | 0:0 | 0:2     |
| SSC Napoli               | 3:0        | IF Elfsborg           | 1:0 | 2:0     |
| Sporting de Lisboa       | 3:2        | Brøndby IF            | 0:2 | 3:0     |
| Steaua Bucarest          | (p 4-3)1:1 | Grashopper CZ         | 1:0 | 0:1     |
| Liverpool FC             | 3:1        | Trabzonspor           | 1:0 | 2:1     |
| Celtic Glasgow           | 2:4        | FC Utrecht            | 2:0 | 0:4     |
| Borussia Dortmund        | 5:0        | FK Qarabağ            | 4:0 | 1:0     |
| AIK Solna                | 1:2        | Levski Sofia          | 0:0 | 1:2     |
| SK Sturm Graz            | 1:3        | Juventus FC           | 1:2 | 0:1     |
| Getafe CF                | 2:1        | APOEL Nicosia         | 1:0 | (pr)1:1 |
| Dundee United FC         | 1:2        | AEK Atenas FC         | 0:1 | 1:1     |
| AZ Alkmaar               | 3:2        | FC Aktobe             | 2:0 | 1:2     |
| FC Dnipro Dnipropetrovsk | 0:1        | Lech Poznań           | 0:1 | 0:0     |
| Rapid Viena              | 4:3        | Aston Villa FC        | 1:1 | 3:2     |
| CSKA Sofia               | 5:2        | The New Saints FC     | 3:0 | 2:2     |
| Beşiktaş JK              | 6:0        | HJK Helsinki          | 2:0 | 4:0     |
| Slovan Bratislava        | 2:3        | VfB Stuttgart         | 0:1 | 2:2     |
| FC Sibir Novosibirsk     | 1:5        | PSV Eindhoven         | 1:0 | 0:5     |
| BATE Borisov             | 5:1        | CS Marítimo           | 3:0 | 2:1     |
| FC Lausanne-Sport        | (p 4-3)2:2 | FC Lokomotiv Moscú    | 1:1 | 1:1     |
| Győri ETO FC             | 1:4        | NK Dinamo Zagreb      | 0:2 | 1:2     |
| Odense BK                | 3:1        | Motherwell FC         | 2:1 | 1:0     |
| PAOK Salonica FC         | 2:1        | Fenerbahçe SK         | 1:0 | (pr)1:1 |
| Villarreal CF            | 7:1        | FC Dnepr Mogilev      | 5:0 | 2:1     |
| FC Timişoara             | 0:3        | Manchester City FC    | 0:1 | 0:2     |

## Fase de grupos
En esta ronda participaron los 37 clasificados de la cuarta ronda previa y los 10 equipos eliminados en la cuarta ronda previa de la Liga de Campeones, más el Atlético Madrid de España, único equipo clasificado de forma directa en esta ronda como campeón de la edición anterior. Esta fase constó de 12 grupos de 4 equipos cada uno, los cuales se enfrentaron entre ellos a doble vuelta. Los dos primeros de cada grupo se clasificaron para los dieciseisavos de final de la competición, donde se encontraron con los 8 terceros de grupo de la primera fase de la Liga de Campeones.
|  | Equipos clasificados para los dieciseisavos de final. |
|  | Equipos eliminados de la competición.                 |

### Grupo A
| Equipo             | Pts. | PJ | PG | PE | PP | GF | GC | Dif. |
| ------------------ | ---- | -- | -- | -- | -- | -- | -- | ---- |
| Manchester City    | 11   | 6  | 3  | 2  | 1  | 11 | 6  | +5   |
| Lech Poznań        | 11   | 6  | 3  | 2  | 1  | 11 | 8  | +3   |
| Juventus           | 6    | 6  | 0  | 6  | 0  | 7  | 7  | 0    |
| Red Bull Salzburgo | 2    | 6  | 0  | 2  | 4  | 1  | 9  | -8   |

| Fecha            | Estadio              | Local              | Resultado | Visitante          |
| ---------------- | -------------------- | ------------------ | --------- | ------------------ |
| 16 de septiembre | Red Bull Arena       | Red Bull Salzburgo | 0:2       | Manchester City    |
| 16 de septiembre | Olímpico de Turín    | Juventus           | 3:3       | Lech Poznań        |
| 30 de septiembre | Municipal de Poznań  | Lech Poznań        | 2:0       | Red Bull Salzburgo |
| 30 de septiembre | Ciudad de Mánchester | Manchester City    | 1:1       | Juventus           |
| 21 de octubre    | Ciudad de Mánchester | Manchester City    | 3:1       | Lech Poznań        |
| 21 de octubre    | Wals-Siezenheim      | Red Bull Salzburgo | 1:1       | Juventus           |
| 4 de noviembre   | Municipal de Poznań  | Lech Poznań        | 3:1       | Manchester City    |
| 4 de noviembre   | Olímpico de Turín    | Juventus           | 0:0       | Red Bull Salzburgo |
| 1 de diciembre   | Ciudad de Mánchester | Manchester City    | 3:0       | Red Bull Salzburgo |
| 1 de diciembre   | Municipal de Poznań  | Lech Poznań        | 1:1       | Juventus           |
| 16 de diciembre  | Olímpico de Turín    | Juventus           | 1:1       | Manchester City    |
| 16 de diciembre  | Wals-Siezenheim      | Red Bull Salzburgo | 0:1       | Lech Poznań        |

### Grupo B
| Equipo             | Pts. | PJ | PG | PE | PP | GF | GC | Dif. |
| ------------------ | ---- | -- | -- | -- | -- | -- | -- | ---- |
| Bayer Leverkusen   | 12   | 6  | 3  | 3  | 0  | 8  | 2  | +6   |
| Aris Salónica      | 10   | 6  | 3  | 1  | 2  | 7  | 5  | +2   |
| Atlético de Madrid | 8    | 6  | 2  | 2  | 2  | 9  | 7  | +2   |
| Rosenborg          | 3    | 6  | 1  | 0  | 5  | 3  | 13 | -10  |

| Fecha            | Estadio             | Local              | Resultado | Visitante          |
| ---------------- | ------------------- | ------------------ | --------- | ------------------ |
| 16 de septiembre | Kleanthis Vikelidis | Aris Salónica      | 1:0       | Atlético de Madrid |
| 16 de septiembre | BayArena            | Bayer Leverkusen   | 4:0       | Rosenborg          |
| 30 de septiembre | Lerkendal Stadion   | Rosenborg          | 2:1       | Aris Salónica      |
| 30 de septiembre | Vicente Calderón    | Atlético de Madrid | 1:1       | Bayer Leverkusen   |
| 21 de octubre    | Vicente Calderón    | Atlético de Madrid | 3:0       | Rosenborg          |
| 21 de octubre    | Kleanthis Vikelidis | Aris Salónica      | 0:0       | Bayer Leverkusen   |
| 4 de noviembre   | Lerkendal Stadion   | Rosenborg          | 1:2       | Atlético de Madrid |
| 4 de noviembre   | BayArena            | Bayer Leverkusen   | 1:0       | Aris Salónica      |
| 1 de diciembre   | Vicente Calderón    | Atlético de Madrid | 2:3       | Aris Salónica      |
| 1 de diciembre   | Lerkendal Stadion   | Rosenborg          | 0:1       | Bayer Leverkusen   |
| 16 de diciembre  | BayArena            | Bayer Leverkusen   | 1:1       | Atlético de Madrid |
| 16 de diciembre  | Kleanthis Vikelidis | Aris Salónica      | 2:0       | Rosenborg          |

### Grupo C
| Equipo             | Pts. | PJ | PG | PE | PP | GF | GC | Dif. |
| ------------------ | ---- | -- | -- | -- | -- | -- | -- | ---- |
| Sporting de Lisboa | 12   | 6  | 4  | 0  | 2  | 14 | 6  | +8   |
| Lille              | 8    | 6  | 2  | 2  | 2  | 8  | 6  | +2   |
| KAA Gent           | 7    | 6  | 2  | 1  | 3  | 8  | 13 | -5   |
| Levski Sofia       | 7    | 6  | 2  | 1  | 3  | 6  | 11 | -5   |

| Fecha            | Estadio            | Local              | Resultado | Visitante          |
| ---------------- | ------------------ | ------------------ | --------- | ------------------ |
| 16 de septiembre | Lille Metropole    | Lille              | 1:2       | Sporting de Lisboa |
| 16 de septiembre | Georgi Asparuhov   | Levski Sofia       | 3:2       | KAA Gent           |
| 30 de septiembre | Jules Ottenstadion | KAA Gent           | 1:1       | Lille              |
| 30 de septiembre | José Alvalade      | Sporting de Lisboa | 5:0       | Levski Sofia       |
| 21 de octubre    | José Alvalade      | Sporting de Lisboa | 5:1       | KAA Gent           |
| 21 de octubre    | Lille Metropole    | Lille              | 1:0       | Levski Sofia       |
| 4 de noviembre   | Jules Ottenstadion | KAA Gent           | 3:1       | Sporting de Lisboa |
| 4 de noviembre   | Georgi Asparuhov   | Levski Sofia       | 2:2       | Lille              |
| 1 de diciembre   | José Alvalade      | Sporting de Lisboa | 1:0       | Lille              |
| 1 de diciembre   | Jules Ottenstadion | KAA Gent           | 1:0       | Levski Sofia       |
| 16 de diciembre  | Georgi Asparuhov   | Levski Sofia       | 1:0       | Sporting de Lisboa |
| 16 de diciembre  | Lille Metropole    | Lille              | 3:0       | KAA Gent           |

### Grupo D
| Equipo        | Pts. | PJ | PG | PE | PP | GF | GC | Dif. |
| ------------- | ---- | -- | -- | -- | -- | -- | -- | ---- |
| Villarreal    | 12   | 6  | 4  | 0  | 2  | 8  | 5  | +3   |
| PAOK Salónica | 11   | 6  | 3  | 2  | 1  | 5  | 3  | +2   |
| Dinamo Zagreb | 7    | 6  | 2  | 1  | 3  | 4  | 5  | -1   |
| Brujas        | 3    | 6  | 0  | 3  | 3  | 4  | 8  | -4   |

| Fecha            | Estadio          | Local         | Resultado | Visitante     |
| ---------------- | ---------------- | ------------- | --------- | ------------- |
| 16 de septiembre | Maksimir Stadium | Dinamo Zagreb | 2:0       | Villarreal    |
| 16 de septiembre | Jan Breydel      | Brujas        | 1:1       | PAOK Salónica |
| 30 de septiembre | La Tumba         | PAOK Salónica | 1:0       | Dinamo Zagreb |
| 30 de septiembre | El Madrigal      | Villarreal    | 2:1       | Brujas        |
| 21 de octubre    | El Madrigal      | Villarreal    | 1:0       | PAOK Salónica |
| 21 de octubre    | Maksimir Stadium | Dinamo Zagreb | 0:0       | Brujas        |
| 4 de noviembre   | La Tumba         | PAOK Salónica | 1:0       | Villarreal    |
| 4 de noviembre   | Jan Breydel      | Brujas        | 0:2       | Dinamo Zagreb |
| 2 de diciembre   | El Madrigal      | Villarreal    | 3:0       | Dinamo Zagreb |
| 2 de diciembre   | La Tumba         | PAOK Salónica | 1:1       | Brujas        |
| 15 de diciembre  | Jan Breydel      | Brujas        | 1:2       | Villarreal    |
| 15 de diciembre  | Maksimir Stadium | Dinamo Zagreb | 0:1       | PAOK Salónica |

### Grupo E
| Equipo           | Pts. | PJ | PG | PE | PP | GF | GC | Dif. |
| ---------------- | ---- | -- | -- | -- | -- | -- | -- | ---- |
| Dinamo de Kiev   | 11   | 6  | 3  | 2  | 1  | 10 | 6  | +4   |
| BATE Borisov     | 10   | 6  | 3  | 1  | 2  | 11 | 11 | 0    |
| AZ Alkmaar       | 7    | 6  | 2  | 1  | 3  | 8  | 10 | -2   |
| Sheriff Tiraspol | 5    | 6  | 1  | 2  | 3  | 5  | 7  | -2   |

| Fecha            | Estadio                   | Local            | Resultado | Visitante        |
| ---------------- | ------------------------- | ---------------- | --------- | ---------------- |
| 16 de septiembre | AZ Stadion                | AZ Alkmaar       | 2:1       | Sheriff Tiraspol |
| 16 de septiembre | Lobanovsky Dynamo Stadium | Dinamo de Kiev   | 2:2       | BATE Borisov     |
| 30 de septiembre | Estadio Dinamo            | BATE Borisov     | 4:1       | AZ Alkmaar       |
| 30 de septiembre | Sheriff Stadium           | Sheriff Tiraspol | 2:0       | Dinamo de Kiev   |
| 21 de octubre    | Sheriff Stadium           | Sheriff Tiraspol | 0:1       | BATE Borisov     |
| 21 de octubre    | AZ Stadion                | AZ Alkmaar       | 1:2       | Dinamo de Kiev   |
| 4 de noviembre   | Estadio Dinamo            | BATE Borisov     | 3:1       | Sheriff Tiraspol |
| 4 de noviembre   | Lobanovsky Dynamo Stadium | Dinamo de Kiev   | 2:0       | AZ Alkmaar       |
| 2 de diciembre   | Sheriff Stadium           | Sheriff Tiraspol | 1:1       | AZ Alkmaar       |
| 2 de diciembre   | Estadio Dinamo            | BATE Borisov     | 1:4       | Dinamo de Kiev   |
| 15 de diciembre  | Lobanovsky Dynamo Stadium | Dinamo de Kiev   | 0:0       | Sheriff Tiraspol |
| 15 de diciembre  | AZ Stadion                | AZ Alkmaar       | 3:0       | BATE Borisov     |

### Grupo F
| Equipo         | Pts. | PJ | PG | PE | PP | GF | GC | Dif. |
| -------------- | ---- | -- | -- | -- | -- | -- | -- | ---- |
| CSKA Moscú     | 16   | 6  | 5  | 1  | 0  | 18 | 3  | +15  |
| Sparta Praga   | 9    | 6  | 2  | 3  | 1  | 12 | 12 | 0    |
| Palermo        | 7    | 6  | 2  | 1  | 3  | 6  | 10 | -4   |
| Lausanne-Sport | 1    | 6  | 0  | 1  | 5  | 5  | 16 | -11  |

| Fecha            | Estadio              | Local          | Resultado | Visitante      |
| ---------------- | -------------------- | -------------- | --------- | -------------- |
| 16 de septiembre | Estadio Letná        | Sparta Praga   | 3:2       | Palermo        |
| 16 de septiembre | Stade de La Pontaise | Lausanne-Sport | 0:3       | CSKA Moscú     |
| 30 de septiembre | Arena Khimki         | CSKA Moscú     | 3:0       | Sparta Praga   |
| 30 de septiembre | Renzo Barbera        | Palermo        | 1:0       | Lausanne-Sport |
| 21 de octubre    | Renzo Barbera        | Palermo        | 0:3       | CSKA Moscú     |
| 21 de octubre    | Estadio Letná        | Sparta Praga   | 3:3       | Lausanne-Sport |
| 4 de noviembre   | Arena Khimki         | CSKA Moscú     | 3:1       | Palermo        |
| 4 de noviembre   | Stade de La Pontaise | Lausanne-Sport | 1:3       | Sparta Praga   |
| 2 de diciembre   | Renzo Barbera        | Palermo        | 2:2       | Sparta Praga   |
| 2 de diciembre   | Arena Khimki         | CSKA Moscú     | 5:1       | Lausanne-Sport |
| 15 de diciembre  | Stade de La Pontaise | Lausanne-Sport | 0:1       | Palermo        |
| 15 de diciembre  | Estadio Letná        | Sparta Praga   | 1:1       | CSKA Moscú     |

### Grupo G
| Equipo                | Pts. | PJ | PG | PE | PP | GF | GC | Dif. |
| --------------------- | ---- | -- | -- | -- | -- | -- | -- | ---- |
| Zenit San Petersburgo | 18   | 6  | 6  | 0  | 0  | 15 | 5  | +10  |
| Anderlecht            | 7    | 6  | 2  | 1  | 3  | 7  | 5  | +2   |
| AEK Atenas            | 7    | 6  | 2  | 1  | 3  | 9  | 13 | -4   |
| Hajduk Split          | 3    | 6  | 1  | 0  | 5  | 5  | 13 | -8   |

| Fecha            | Estadio               | Local                 | Resultado | Visitante             |
| ---------------- | --------------------- | --------------------- | --------- | --------------------- |
| 16 de septiembre | Constant Vanden Stock | Anderlecht            | 1:2       | Zenit San Petersburgo |
| 16 de septiembre | Olímpico de Atenas    | AEK Atenas            | 3:1       | Hajduk Split          |
| 30 de septiembre | Estadio Poljud        | Hajduk Split          | 1:0       | Anderlecht            |
| 30 de septiembre | Estadio Petrovsky     | Zenit San Petersburgo | 4:2       | AEK Atenas            |
| 21 de octubre    | Estadio Petrovsky     | Zenit San Petersburgo | 2:0       | Hajduk Split          |
| 21 de octubre    | Constant Vanden Stock | Anderlecht            | 3:0       | AEK Atenas            |
| 4 de noviembre   | Estadio Poljud        | Hajduk Split          | 2:3       | Zenit San Petersburgo |
| 4 de noviembre   | Olímpico de Atenas    | AEK Atenas            | 1:1       | Anderlecht            |
| 1 de diciembre   | Estadio Petrovsky     | Zenit San Petersburgo | 1:0       | Anderlecht            |
| 1 de diciembre   | Estadio Poljud        | Hajduk Split          | 1:3       | AEK Atenas            |
| 16 de diciembre  | Olímpico de Atenas    | AEK Atenas            | 0:3       | Zenit San Petersburgo |
| 16 de diciembre  | Constant Vanden Stock | Anderlecht            | 2:0       | Hajduk Split          |

### Grupo H
| Equipo     | Pts. | PJ | PG | PE | PP | GF | GC | Dif. |
| ---------- | ---- | -- | -- | -- | -- | -- | -- | ---- |
| Stuttgart  | 15   | 6  | 5  | 0  | 1  | 16 | 6  | +10  |
| Young Boys | 9    | 6  | 3  | 0  | 3  | 10 | 10 | 0    |
| Getafe     | 7    | 6  | 2  | 1  | 3  | 4  | 8  | -4   |
| Odense     | 4    | 6  | 1  | 1  | 4  | 8  | 14 | -6   |

| Fecha            | Estadio                | Local      | Resultado | Visitante  |
| ---------------- | ---------------------- | ---------- | --------- | ---------- |
| 16 de septiembre | VfB Arena              | Stuttgart  | 3:0       | Young Boys |
| 16 de septiembre | Coliseum Alfonso Pérez | Getafe     | 2:1       | Odense     |
| 30 de septiembre | Odense Stadion         | Odense BK  | 1:2       | Stuttgart  |
| 30 de septiembre | Stade de Suisse        | Young Boys | 2:0       | Getafe     |
| 21 de octubre    | Stade de Suisse        | Young Boys | 4:2       | Odense     |
| 21 de octubre    | VfB Arena              | Stuttgart  | 1:0       | Getafe     |
| 4 de noviembre   | Odense Stadion         | Odense     | 2:0       | Young Boys |
| 4 de noviembre   | Coliseum Alfonso Pérez | Getafe     | 0:3       | Stuttgart  |
| 1 de diciembre   | Stade de Suisse        | Young Boys | 4:2       | Stuttgart  |
| 1 de diciembre   | Odense Stadion         | Odense     | 1:1       | Getafe     |
| 16 de diciembre  | Coliseum Alfonso Pérez | Getafe     | 1:0       | Young Boys |
| 16 de diciembre  | VfB Arena              | Stuttgart  | 5:1       | Odense     |

### Grupo I
| Equipo           | Pts. | PJ | PG | PE | PP | GF | GC | Dif. |
| ---------------- | ---- | -- | -- | -- | -- | -- | -- | ---- |
| PSV Eindhoven    | 14   | 6  | 4  | 2  | 0  | 10 | 3  | +7   |
| Metalist Kharkiv | 11   | 6  | 3  | 2  | 1  | 9  | 4  | +5   |
| Sampdoria        | 5    | 6  | 1  | 2  | 3  | 4  | 7  | -3   |
| Debreceni        | 3    | 6  | 1  | 0  | 5  | 4  | 13 | -9   |

| Fecha            | Estadio               | Local           | Resultado | Visitante       |
| ---------------- | --------------------- | --------------- | --------- | --------------- |
| 16 de septiembre | Estadio Ferenc Puskás | Debreceni       | 0:5       | Metalist Járkov |
| 16 de septiembre | PSV Stadion           | PSV Eindhoven   | 1:1       | Sampdoria       |
| 30 de septiembre | Luigi Ferraris        | Sampdoria       | 1:0       | Debreceni       |
| 30 de septiembre | Estadio Metalist      | Metalist Járkov | 0:2       | PSV Eindhoven   |
| 21 de octubre    | Estadio Metalist      | Metalist Járkov | 2:1       | Sampdoria       |
| 21 de octubre    | Estadio Ferenc Puskás | Debreceni       | 1:2       | PSV Eindhoven   |
| 4 de noviembre   | Luigi Ferraris        | Sampdoria       | 0:0       | Metalist Járkov |
| 4 de noviembre   | PSV Stadion           | PSV Eindhoven   | 3:0       | Debreceni       |
| 1 de diciembre   | Estadio Metalist      | Metalist Járkov | 2:1       | Debreceni       |
| 1 de diciembre   | Luigi Ferraris        | Sampdoria       | 1:2       | PSV Eindhoven   |
| 16 de diciembre  | PSV Stadion           | PSV Eindhoven   | 0:0       | Metalist Járkov |
| 16 de diciembre  | Estadio Ferenc Puskás | Debreceni       | 2:0       | Sampdoria       |

### Grupo J
| Equipo              | Pts. | PJ | PG | PE | PP | GF | GC | Dif. |
| ------------------- | ---- | -- | -- | -- | -- | -- | -- | ---- |
| París Saint-Germain | 12   | 6  | 3  | 3  | 0  | 9  | 4  | +5   |
| Sevilla             | 10   | 6  | 3  | 1  | 2  | 10 | 7  | +3   |
| Borussia Dortmund   | 9    | 6  | 2  | 3  | 1  | 10 | 7  | +3   |
| Karpaty Lviv        | 1    | 6  | 0  | 1  | 5  | 4  | 15 | -11  |

| Fecha            | Estadio                 | Local               | Resultado | Visitante           |
| ---------------- | ----------------------- | ------------------- | --------- | ------------------- |
| 16 de septiembre | Ukraina Stadium         | Karpaty Lviv        | 3:4       | Borussia Dortmund   |
| 16 de septiembre | Ramón Sánchez Pizjuán   | Sevilla             | 0:1       | París Saint-Germain |
| 30 de septiembre | Parque de los Príncipes | París Saint-Germain | 2:0       | Karpaty Lviv        |
| 30 de septiembre | Westfalenstadion        | Borussia Dortmund   | 0:1       | Sevilla             |
| 21 de octubre    | Westfalenstadion        | Borussia Dortmund   | 1:1       | París Saint-Germain |
| 21 de octubre    | Ukraina Stadium         | Karpaty Lviv        | 0:1       | Sevilla             |
| 4 de noviembre   | Parque de los Príncipes | París Saint-Germain | 0:0       | Borussia Dortmund   |
| 4 de noviembre   | Ramón Sánchez Pizjuán   | Sevilla             | 4:0       | Karpaty Lviv        |
| 2 de diciembre   | Westfalenstadion        | Borussia Dortmund   | 3:0       | Karpaty Lviv        |
| 2 de diciembre   | Parque de los Príncipes | París Saint-Germain | 4:2       | Sevilla             |
| 15 de diciembre  | Ramón Sánchez Pizjuán   | Sevilla             | 2:2       | Borussia Dortmund   |
| 15 de diciembre  | Ukraina Stadium         | Karpaty Lviv        | 1:1       | París Saint-Germain |

### Grupo K
| Equipo          | Pts. | PJ | PG | PE | PP | GF | GC | Dif. |
| --------------- | ---- | -- | -- | -- | -- | -- | -- | ---- |
| Liverpool       | 10   | 6  | 2  | 4  | 0  | 8  | 3  | +5   |
| Napoli          | 7    | 6  | 1  | 4  | 1  | 8  | 9  | -1   |
| Steaua Bucarest | 6    | 6  | 1  | 3  | 2  | 9  | 11 | -2   |
| Utrecht         | 5    | 6  | 0  | 5  | 1  | 5  | 7  | -2   |

| Fecha            | Estadio           | Local           | Resultado | Visitante       |
| ---------------- | ----------------- | --------------- | --------- | --------------- |
| 16 de septiembre | San Paolo         | Napoli          | 0:0       | Utrecht         |
| 16 de septiembre | Anfield Road      | Liverpool       | 4:1       | Steaua Bucarest |
| 30 de septiembre | Stadionul Ghencea | Steaua Bucarest | 3:3       | Napoli          |
| 30 de septiembre | Galgenwaard       | Utrecht         | 0:0       | Liverpool       |
| 21 de octubre    | Galgenwaard       | Utrecht         | 1:1       | Steaua Bucarest |
| 21 de octubre    | San Paolo         | Napoli          | 0:0       | Liverpool       |
| 4 de noviembre   | Stadionul Ghencea | Steaua Bucarest | 3:1       | Utrecht         |
| 4 de noviembre   | Anfield Road      | Liverpool       | 3:1       | Napoli          |
| 2 de diciembre   | Galgenwaard       | Utrecht         | 3:3       | Napoli          |
| 2 de diciembre   | Stadionul Ghencea | Steaua Bucarest | 1:1       | Liverpool       |
| 15 de diciembre  | Anfield Road      | Liverpool       | 0:0       | Utrecht         |
| 15 de diciembre  | San Paolo         | Napoli          | 1:0       | Steaua Bucarest |

### Grupo L
| Equipo      | Pts. | PJ | PG | PE | PP | GF | GC | Dif. |
| ----------- | ---- | -- | -- | -- | -- | -- | -- | ---- |
| Porto       | 16   | 6  | 5  | 1  | 0  | 14 | 4  | +10  |
| Beşiktaş    | 13   | 6  | 4  | 1  | 1  | 9  | 6  | +3   |
| Rapid Viena | 3    | 6  | 1  | 0  | 5  | 5  | 12 | -7   |
| CSKA Sofia  | 3    | 6  | 1  | 0  | 5  | 4  | 10 | -6   |

| Fecha            | Estadio              | Local       | Resultado | Visitante   |
| ---------------- | -------------------- | ----------- | --------- | ----------- |
| 16 de septiembre | BJK İnönü            | Beşiktaş    | 1:0       | CSKA Sofia  |
| 16 de septiembre | Estádio do Dragão    | Porto       | 3:0       | Rapid Viena |
| 30 de septiembre | Ernst Happel         | Rapid Viena | 1:2       | Beşiktaş    |
| 30 de septiembre | Estadio Vasil Levski | CSKA Sofia  | 0:1       | Porto       |
| 21 de octubre    | Estadio Vasil Levski | CSKA Sofia  | 0:2       | Rapid Viena |
| 21 de octubre    | BJK İnönü            | Beşiktaş    | 1:3       | Porto       |
| 4 de noviembre   | Ernst Happel         | Rapid Viena | 1:2       | CSKA Sofia  |
| 4 de noviembre   | Estádio do Dragão    | Porto       | 1:1       | Beşiktaş    |
| 2 de diciembre   | Estadio Vasil Levski | CSKA Sofia  | 1:2       | Beşiktaş    |
| 2 de diciembre   | Ernst Happel         | Rapid Viena | 1:3       | Porto       |
| 15 de diciembre  | Estádio do Dragão    | Porto       | 3:1       | CSKA Sofia  |
| 15 de diciembre  | BJK İnönü            | Beşiktaş    | 2:0       | Rapid Viena |

## Dieciseisavos de final
El 17 de diciembre de 2010 a las 13:00 CET se celebró el sorteo de la fase de dieciseisavos de final y los cruces a octavos de final. En los dieciseisavos, los ganadores de los grupos y los cuatro terceros clasificados de la UEFA Champions League con los mejores registros partieron como cabezas de serie, garantizándose jugar el partido de vuelta en casa. Como restricciones se estableció que los equipos del mismo grupo o de la misma federación no pudieran ser emparejados entre sí. A partir de la ronda de octavos de final el sorteo es libre. Los partidos de ida de dieciseisavos se jugaron el 17 de febrero y los de vuelta el 24 de febrero de 2011. El partido de ida entre Aris y Manchester City fue jugado el 15 de febrero, y los partidos de vuelta entre PAOK y CSKA Moscú y entre Sevilla y Porto se jugaron el 22 y 23 de febrero, respectivamente.

## Fase final
|  | Dieciseisavos de final                                     | Dieciseisavos de final                                     | Dieciseisavos de final                                     | Dieciseisavos de final                                     |   |                  | Octavos de final                                       | Octavos de final                                       | Octavos de final                                       | Octavos de final                                       |  |                | Cuartos de final                                      | Cuartos de final                                      | Cuartos de final                                      | Cuartos de final                                      |  |         | Semifinales                                          | Semifinales                                          | Semifinales                                          | Semifinales                                          |  |       | Final                                    | Final                                    |  |
|  | 17 de febrero de 2011 (ida) 24 de febrero de 2011 (vuelta) | 17 de febrero de 2011 (ida) 24 de febrero de 2011 (vuelta) | 17 de febrero de 2011 (ida) 24 de febrero de 2011 (vuelta) | 17 de febrero de 2011 (ida) 24 de febrero de 2011 (vuelta) |   |                  | 10 de marzo de 2011 (ida) 17 de marzo de 2011 (vuelta) | 10 de marzo de 2011 (ida) 17 de marzo de 2011 (vuelta) | 10 de marzo de 2011 (ida) 17 de marzo de 2011 (vuelta) | 10 de marzo de 2011 (ida) 17 de marzo de 2011 (vuelta) |  |                | 7 de abril de 2011 (ida) 14 de abril de 2011 (vuelta) | 7 de abril de 2011 (ida) 14 de abril de 2011 (vuelta) | 7 de abril de 2011 (ida) 14 de abril de 2011 (vuelta) | 7 de abril de 2011 (ida) 14 de abril de 2011 (vuelta) |  |         | 28 de abril de 2011 (ida) 5 de mayo de 2011 (vuelta) | 28 de abril de 2011 (ida) 5 de mayo de 2011 (vuelta) | 28 de abril de 2011 (ida) 5 de mayo de 2011 (vuelta) | 28 de abril de 2011 (ida) 5 de mayo de 2011 (vuelta) |  |       | 18 de mayo de 2011 Estadio Aviva, Dublín | 18 de mayo de 2011 Estadio Aviva, Dublín |  |
|  |                                                            |                                                            |                                                            |                                                            |   |                  |                                                        |                                                        |                                                        |                                                        |  |                |                                                       |                                                       |                                                       |                                                       |  |         |                                                      |                                                      |                                                      |                                                      |  |       |                                          |                                          |  |
|  |                                                            |                                                            |                                                            |                                                            |   |                  |                                                        |                                                        |                                                        |                                                        |  |                |                                                       |                                                       |                                                       |                                                       |  |         |                                                      |                                                      |                                                      |                                                      |  |       |                                          |                                          |  |
|  | PAOK Salónica                                              | 0                                                          | 1                                                          | 1                                                          |   |                  |                                                        |                                                        |                                                        |                                                        |  |                |                                                       |                                                       |                                                       |                                                       |  |         |                                                      |                                                      |                                                      |                                                      |  |       |                                          |                                          |  |
|  | PAOK Salónica                                              | 0                                                          | 1                                                          | 1                                                          |   |                  |                                                        |                                                        |                                                        |                                                        |  |                |                                                       |                                                       |                                                       |                                                       |  |         |                                                      |                                                      |                                                      |                                                      |  |       |                                          |                                          |  |
|  | CSKA Moscú                                                 | 1                                                          | 1                                                          | 2                                                          |   |                  |                                                        |                                                        |                                                        |                                                        |  |                |                                                       |                                                       |                                                       |                                                       |  |         |                                                      |                                                      |                                                      |                                                      |  |       |                                          |                                          |  |
|  | CSKA Moscú                                                 | 1                                                          | 1                                                          | 2                                                          |   | CSKA Moscú       | 0                                                      | 1                                                      | 1                                                      |                                                        |  |                |                                                       |                                                       |                                                       |                                                       |  |         |                                                      |                                                      |                                                      |                                                      |  |       |                                          |                                          |  |
|  |                                                            |                                                            |                                                            |                                                            |   | CSKA Moscú       | 0                                                      | 1                                                      | 1                                                      |                                                        |  |                |                                                       |                                                       |                                                       |                                                       |  |         |                                                      |                                                      |                                                      |                                                      |  |       |                                          |                                          |  |
|  |                                                            |                                                            | Porto                                                      | 1                                                          | 2 | 3                |                                                        |                                                        |                                                        |                                                        |  |                |                                                       |                                                       |                                                       |                                                       |  |         |                                                      |                                                      |                                                      |                                                      |  |       |                                          |                                          |  |
|  | Sevilla                                                    | 1                                                          | Porto                                                      | 1                                                          | 2 | 3                | 1                                                      | 2                                                      |                                                        |                                                        |  |                |                                                       |                                                       |                                                       |                                                       |  |         |                                                      |                                                      |                                                      |                                                      |  |       |                                          |                                          |  |
|  | Sevilla                                                    | 1                                                          |                                                            |                                                            |   |                  |                                                        |                                                        |                                                        |                                                        |  |                |                                                       |                                                       |                                                       |                                                       |  |         |                                                      |                                                      |                                                      |                                                      |  |       |                                          |                                          |  |
|  | Porto (v.)                                                 | 2                                                          | 0                                                          | 2                                                          |   |                  |                                                        |                                                        |                                                        |                                                        |  |                |                                                       |                                                       |                                                       |                                                       |  |         |                                                      |                                                      |                                                      |                                                      |  |       |                                          |                                          |  |
|  | Porto (v.)                                                 | 2                                                          | 0                                                          | 2                                                          |   |                  |                                                        |                                                        |                                                        |                                                        |  | Porto          | 5                                                     | 5                                                     | 10                                                    |                                                       |  |         |                                                      |                                                      |                                                      |                                                      |  |       |                                          |                                          |  |
|  |                                                            |                                                            |                                                            |                                                            |   |                  |                                                        |                                                        |                                                        |                                                        |  | Porto          | 5                                                     | 5                                                     | 10                                                    |                                                       |  |         |                                                      |                                                      |                                                      |                                                      |  |       |                                          |                                          |  |
|  |                                                            |                                                            | Spartak Moscú                                              | 1                                                          | 2 | 3                |                                                        |                                                        |                                                        |                                                        |  |                |                                                       |                                                       |                                                       |                                                       |  |         |                                                      |                                                      |                                                      |                                                      |  |       |                                          |                                          |  |
|  | Anderlecht                                                 | 0                                                          | Spartak Moscú                                              | 1                                                          | 2 | 3                | 0                                                      | 0                                                      |                                                        |                                                        |  |                |                                                       |                                                       |                                                       |                                                       |  |         |                                                      |                                                      |                                                      |                                                      |  |       |                                          |                                          |  |
|  | Anderlecht                                                 | 0                                                          |                                                            |                                                            |   |                  |                                                        |                                                        |                                                        |                                                        |  |                |                                                       |                                                       |                                                       |                                                       |  |         |                                                      |                                                      |                                                      |                                                      |  |       |                                          |                                          |  |
|  | Ajax                                                       | 3                                                          | 2                                                          | 5                                                          |   |                  |                                                        |                                                        |                                                        |                                                        |  |                |                                                       |                                                       |                                                       |                                                       |  |         |                                                      |                                                      |                                                      |                                                      |  |       |                                          |                                          |  |
|  | Ajax                                                       | 3                                                          | 2                                                          | 5                                                          |   | Ajax             | 0                                                      | 0                                                      | 0                                                      |                                                        |  |                |                                                       |                                                       |                                                       |                                                       |  |         |                                                      |                                                      |                                                      |                                                      |  |       |                                          |                                          |  |
|  |                                                            |                                                            |                                                            |                                                            |   | Ajax             | 0                                                      | 0                                                      | 0                                                      |                                                        |  |                |                                                       |                                                       |                                                       |                                                       |  |         |                                                      |                                                      |                                                      |                                                      |  |       |                                          |                                          |  |
|  |                                                            |                                                            | Spartak Moscú                                              | 1                                                          | 3 | 4                |                                                        |                                                        |                                                        |                                                        |  |                |                                                       |                                                       |                                                       |                                                       |  |         |                                                      |                                                      |                                                      |                                                      |  |       |                                          |                                          |  |
|  | Basilea                                                    | 2                                                          | Spartak Moscú                                              | 1                                                          | 3 | 4                | 1                                                      | 3                                                      |                                                        |                                                        |  |                |                                                       |                                                       |                                                       |                                                       |  |         |                                                      |                                                      |                                                      |                                                      |  |       |                                          |                                          |  |
|  | Basilea                                                    | 2                                                          |                                                            |                                                            |   |                  |                                                        |                                                        |                                                        |                                                        |  |                |                                                       |                                                       |                                                       |                                                       |  |         |                                                      |                                                      |                                                      |                                                      |  |       |                                          |                                          |  |
|  | Spartak Moscú                                              | 1                                                          | 3                                                          | 4                                                          |   |                  |                                                        |                                                        |                                                        |                                                        |  |                |                                                       |                                                       |                                                       |                                                       |  |         |                                                      |                                                      |                                                      |                                                      |  |       |                                          |                                          |  |
|  | Spartak Moscú                                              | 1                                                          | 3                                                          | 4                                                          |   |                  |                                                        |                                                        |                                                        |                                                        |  |                |                                                       |                                                       |                                                       |                                                       |  | Porto   | 5                                                    | 2                                                    | 7                                                    |                                                      |  |       |                                          |                                          |  |
|  |                                                            |                                                            |                                                            |                                                            |   |                  |                                                        |                                                        |                                                        |                                                        |  |                |                                                       |                                                       |                                                       |                                                       |  | Porto   | 5                                                    | 2                                                    | 7                                                    |                                                      |  |       |                                          |                                          |  |
|  |                                                            |                                                            | Villarreal                                                 | 1                                                          | 3 | 4                |                                                        |                                                        |                                                        |                                                        |  |                |                                                       |                                                       |                                                       |                                                       |  |         |                                                      |                                                      |                                                      |                                                      |  |       |                                          |                                          |  |
|  | Metalist Járkov                                            | 0                                                          | Villarreal                                                 | 1                                                          | 3 | 4                | 0                                                      | 0                                                      |                                                        |                                                        |  |                |                                                       |                                                       |                                                       |                                                       |  |         |                                                      |                                                      |                                                      |                                                      |  |       |                                          |                                          |  |
|  | Metalist Járkov                                            | 0                                                          |                                                            |                                                            |   |                  |                                                        |                                                        |                                                        |                                                        |  |                |                                                       |                                                       |                                                       |                                                       |  |         |                                                      |                                                      |                                                      |                                                      |  |       |                                          |                                          |  |
|  | Bayer Leversuken                                           | 4                                                          | 2                                                          | 6                                                          |   |                  |                                                        |                                                        |                                                        |                                                        |  |                |                                                       |                                                       |                                                       |                                                       |  |         |                                                      |                                                      |                                                      |                                                      |  |       |                                          |                                          |  |
|  | Bayer Leversuken                                           | 4                                                          | 2                                                          | 6                                                          |   | Bayer Leversuken | 2                                                      | 1                                                      | 3                                                      |                                                        |  |                |                                                       |                                                       |                                                       |                                                       |  |         |                                                      |                                                      |                                                      |                                                      |  |       |                                          |                                          |  |
|  |                                                            |                                                            |                                                            |                                                            |   | Bayer Leversuken | 2                                                      | 1                                                      | 3                                                      |                                                        |  |                |                                                       |                                                       |                                                       |                                                       |  |         |                                                      |                                                      |                                                      |                                                      |  |       |                                          |                                          |  |
|  |                                                            |                                                            | Villarreal                                                 | 3                                                          | 2 | 5                |                                                        |                                                        |                                                        |                                                        |  |                |                                                       |                                                       |                                                       |                                                       |  |         |                                                      |                                                      |                                                      |                                                      |  |       |                                          |                                          |  |
|  | Napoli                                                     | 0                                                          | Villarreal                                                 | 3                                                          | 2 | 5                | 1                                                      | 1                                                      |                                                        |                                                        |  |                |                                                       |                                                       |                                                       |                                                       |  |         |                                                      |                                                      |                                                      |                                                      |  |       |                                          |                                          |  |
|  | Napoli                                                     | 0                                                          |                                                            |                                                            |   |                  |                                                        |                                                        |                                                        |                                                        |  |                |                                                       |                                                       |                                                       |                                                       |  |         |                                                      |                                                      |                                                      |                                                      |  |       |                                          |                                          |  |
|  | Villarreal                                                 | 0                                                          | 2                                                          | 2                                                          |   |                  |                                                        |                                                        |                                                        |                                                        |  |                |                                                       |                                                       |                                                       |                                                       |  |         |                                                      |                                                      |                                                      |                                                      |  |       |                                          |                                          |  |
|  | Villarreal                                                 | 0                                                          | 2                                                          | 2                                                          |   |                  |                                                        |                                                        |                                                        |                                                        |  | Villarreal     | 5                                                     | 3                                                     | 8                                                     |                                                       |  |         |                                                      |                                                      |                                                      |                                                      |  |       |                                          |                                          |  |
|  |                                                            |                                                            |                                                            |                                                            |   |                  |                                                        |                                                        |                                                        |                                                        |  | Villarreal     | 5                                                     | 3                                                     | 8                                                     |                                                       |  |         |                                                      |                                                      |                                                      |                                                      |  |       |                                          |                                          |  |
|  |                                                            |                                                            | Twente                                                     | 1                                                          | 1 | 2                |                                                        |                                                        |                                                        |                                                        |  |                |                                                       |                                                       |                                                       |                                                       |  |         |                                                      |                                                      |                                                      |                                                      |  |       |                                          |                                          |  |
|  | Rubin Kazán                                                | 0                                                          | Twente                                                     | 1                                                          | 1 | 2                | 2                                                      | 2                                                      |                                                        |                                                        |  |                |                                                       |                                                       |                                                       |                                                       |  |         |                                                      |                                                      |                                                      |                                                      |  |       |                                          |                                          |  |
|  | Rubin Kazán                                                | 0                                                          |                                                            |                                                            |   |                  |                                                        |                                                        |                                                        |                                                        |  |                |                                                       |                                                       |                                                       |                                                       |  |         |                                                      |                                                      |                                                      |                                                      |  |       |                                          |                                          |  |
|  | Twente                                                     | 2                                                          | 2                                                          | 4                                                          |   |                  |                                                        |                                                        |                                                        |                                                        |  |                |                                                       |                                                       |                                                       |                                                       |  |         |                                                      |                                                      |                                                      |                                                      |  |       |                                          |                                          |  |
|  | Twente                                                     | 2                                                          | 2                                                          | 4                                                          |   | Twente           | 3                                                      | 0                                                      | 3                                                      |                                                        |  |                |                                                       |                                                       |                                                       |                                                       |  |         |                                                      |                                                      |                                                      |                                                      |  |       |                                          |                                          |  |
|  |                                                            |                                                            |                                                            |                                                            |   | Twente           | 3                                                      | 0                                                      | 3                                                      |                                                        |  |                |                                                       |                                                       |                                                       |                                                       |  |         |                                                      |                                                      |                                                      |                                                      |  |       |                                          |                                          |  |
|  |                                                            |                                                            | Zenit                                                      | 0                                                          | 2 | 2                |                                                        |                                                        |                                                        |                                                        |  |                |                                                       |                                                       |                                                       |                                                       |  |         |                                                      |                                                      |                                                      |                                                      |  |       |                                          |                                          |  |
|  | Young Boys                                                 | 2                                                          | Zenit                                                      | 0                                                          | 2 | 2                | 1                                                      | 3                                                      |                                                        |                                                        |  |                |                                                       |                                                       |                                                       |                                                       |  |         |                                                      |                                                      |                                                      |                                                      |  |       |                                          |                                          |  |
|  | Young Boys                                                 | 2                                                          |                                                            |                                                            |   |                  |                                                        |                                                        |                                                        |                                                        |  |                |                                                       |                                                       |                                                       |                                                       |  |         |                                                      |                                                      |                                                      |                                                      |  |       |                                          |                                          |  |
|  | Zenit                                                      | 1                                                          | 3                                                          | 4                                                          |   |                  |                                                        |                                                        |                                                        |                                                        |  |                |                                                       |                                                       |                                                       |                                                       |  |         |                                                      |                                                      |                                                      |                                                      |  |       |                                          |                                          |  |
|  | Zenit                                                      | 1                                                          | 3                                                          | 4                                                          |   |                  |                                                        |                                                        |                                                        |                                                        |  |                |                                                       |                                                       |                                                       |                                                       |  |         |                                                      |                                                      |                                                      |                                                      |  | Porto | 1                                        |                                          |  |
|  |                                                            |                                                            |                                                            |                                                            |   |                  |                                                        |                                                        |                                                        |                                                        |  |                |                                                       |                                                       |                                                       |                                                       |  |         |                                                      |                                                      |                                                      |                                                      |  | Porto | 1                                        |                                          |  |
|  |                                                            |                                                            | Sporting Braga                                             | 0                                                          |   |                  |                                                        |                                                        |                                                        |                                                        |  |                |                                                       |                                                       |                                                       |                                                       |  |         |                                                      |                                                      |                                                      |                                                      |  |       |                                          |                                          |  |
|  | Benfica                                                    | 2                                                          | Sporting Braga                                             | 0                                                          | 2 | 4                |                                                        |                                                        |                                                        |                                                        |  |                |                                                       |                                                       |                                                       |                                                       |  |         |                                                      |                                                      |                                                      |                                                      |  |       |                                          |                                          |  |
|  | Benfica                                                    | 2                                                          |                                                            |                                                            |   |                  |                                                        |                                                        |                                                        |                                                        |  |                |                                                       |                                                       |                                                       |                                                       |  |         |                                                      |                                                      |                                                      |                                                      |  |       |                                          |                                          |  |
|  | Stuttgart                                                  | 1                                                          | 0                                                          | 1                                                          |   |                  |                                                        |                                                        |                                                        |                                                        |  |                |                                                       |                                                       |                                                       |                                                       |  |         |                                                      |                                                      |                                                      |                                                      |  |       |                                          |                                          |  |
|  | Stuttgart                                                  | 1                                                          | 0                                                          | 1                                                          |   | Benfica          | 2                                                      | 1                                                      | 3                                                      |                                                        |  |                |                                                       |                                                       |                                                       |                                                       |  |         |                                                      |                                                      |                                                      |                                                      |  |       |                                          |                                          |  |
|  |                                                            |                                                            |                                                            |                                                            |   | Benfica          | 2                                                      | 1                                                      | 3                                                      |                                                        |  |                |                                                       |                                                       |                                                       |                                                       |  |         |                                                      |                                                      |                                                      |                                                      |  |       |                                          |                                          |  |
|  |                                                            |                                                            | París Saint-Germain                                        | 1                                                          | 1 | 2                |                                                        |                                                        |                                                        |                                                        |  |                |                                                       |                                                       |                                                       |                                                       |  |         |                                                      |                                                      |                                                      |                                                      |  |       |                                          |                                          |  |
|  | BATE Borísov                                               | 2                                                          | París Saint-Germain                                        | 1                                                          | 1 | 2                | 0                                                      | 2                                                      |                                                        |                                                        |  |                |                                                       |                                                       |                                                       |                                                       |  |         |                                                      |                                                      |                                                      |                                                      |  |       |                                          |                                          |  |
|  | BATE Borísov                                               | 2                                                          |                                                            |                                                            |   |                  |                                                        |                                                        |                                                        |                                                        |  |                |                                                       |                                                       |                                                       |                                                       |  |         |                                                      |                                                      |                                                      |                                                      |  |       |                                          |                                          |  |
|  | París Saint-Germain (v.)                                   | 2                                                          | 0                                                          | 2                                                          |   |                  |                                                        |                                                        |                                                        |                                                        |  |                |                                                       |                                                       |                                                       |                                                       |  |         |                                                      |                                                      |                                                      |                                                      |  |       |                                          |                                          |  |
|  | París Saint-Germain (v.)                                   | 2                                                          | 0                                                          | 2                                                          |   |                  |                                                        |                                                        |                                                        |                                                        |  | Benfica        | 4                                                     | 2                                                     | 6                                                     |                                                       |  |         |                                                      |                                                      |                                                      |                                                      |  |       |                                          |                                          |  |
|  |                                                            |                                                            |                                                            |                                                            |   |                  |                                                        |                                                        |                                                        |                                                        |  | Benfica        | 4                                                     | 2                                                     | 6                                                     |                                                       |  |         |                                                      |                                                      |                                                      |                                                      |  |       |                                          |                                          |  |
|  |                                                            |                                                            | PSV Eindhoven                                              | 1                                                          | 2 | 3                |                                                        |                                                        |                                                        |                                                        |  |                |                                                       |                                                       |                                                       |                                                       |  |         |                                                      |                                                      |                                                      |                                                      |  |       |                                          |                                          |  |
|  | Lille                                                      | 2                                                          | PSV Eindhoven                                              | 1                                                          | 2 | 3                | 1                                                      | 3                                                      |                                                        |                                                        |  |                |                                                       |                                                       |                                                       |                                                       |  |         |                                                      |                                                      |                                                      |                                                      |  |       |                                          |                                          |  |
|  | Lille                                                      | 2                                                          |                                                            |                                                            |   |                  |                                                        |                                                        |                                                        |                                                        |  |                |                                                       |                                                       |                                                       |                                                       |  |         |                                                      |                                                      |                                                      |                                                      |  |       |                                          |                                          |  |
|  | PSV Eindhoven                                              | 2                                                          | 3                                                          | 5                                                          |   |                  |                                                        |                                                        |                                                        |                                                        |  |                |                                                       |                                                       |                                                       |                                                       |  |         |                                                      |                                                      |                                                      |                                                      |  |       |                                          |                                          |  |
|  | PSV Eindhoven                                              | 2                                                          | 3                                                          | 5                                                          |   | PSV Eindhoven    | 0                                                      | 1                                                      | 1                                                      |                                                        |  |                |                                                       |                                                       |                                                       |                                                       |  |         |                                                      |                                                      |                                                      |                                                      |  |       |                                          |                                          |  |
|  |                                                            |                                                            |                                                            |                                                            |   | PSV Eindhoven    | 0                                                      | 1                                                      | 1                                                      |                                                        |  |                |                                                       |                                                       |                                                       |                                                       |  |         |                                                      |                                                      |                                                      |                                                      |  |       |                                          |                                          |  |
|  |                                                            |                                                            | Rangers                                                    | 0                                                          | 0 | 0                |                                                        |                                                        |                                                        |                                                        |  |                |                                                       |                                                       |                                                       |                                                       |  |         |                                                      |                                                      |                                                      |                                                      |  |       |                                          |                                          |  |
|  | Rangers (v.)                                               | 1                                                          | Rangers                                                    | 0                                                          | 0 | 0                | 2                                                      | 3                                                      |                                                        |                                                        |  |                |                                                       |                                                       |                                                       |                                                       |  |         |                                                      |                                                      |                                                      |                                                      |  |       |                                          |                                          |  |
|  | Rangers (v.)                                               | 1                                                          |                                                            |                                                            |   |                  |                                                        |                                                        |                                                        |                                                        |  |                |                                                       |                                                       |                                                       |                                                       |  |         |                                                      |                                                      |                                                      |                                                      |  |       |                                          |                                          |  |
|  | Sporting de Lisboa                                         | 1                                                          | 2                                                          | 3                                                          |   |                  |                                                        |                                                        |                                                        |                                                        |  |                |                                                       |                                                       |                                                       |                                                       |  |         |                                                      |                                                      |                                                      |                                                      |  |       |                                          |                                          |  |
|  | Sporting de Lisboa                                         | 1                                                          | 2                                                          | 3                                                          |   |                  |                                                        |                                                        |                                                        |                                                        |  |                |                                                       |                                                       |                                                       |                                                       |  | Benfica | 2                                                    | 0                                                    | 2                                                    |                                                      |  |       |                                          |                                          |  |
|  |                                                            |                                                            |                                                            |                                                            |   |                  |                                                        |                                                        |                                                        |                                                        |  |                |                                                       |                                                       |                                                       |                                                       |  | Benfica | 2                                                    | 0                                                    | 2                                                    |                                                      |  |       |                                          |                                          |  |
|  |                                                            |                                                            | Sporting Braga (v.)                                        | 1                                                          | 1 | 2                |                                                        |                                                        |                                                        |                                                        |  |                |                                                       |                                                       |                                                       |                                                       |  |         |                                                      |                                                      |                                                      |                                                      |  |       |                                          |                                          |  |
|  | Beşiktaş                                                   | 1                                                          | Sporting Braga (v.)                                        | 1                                                          | 1 | 2                | 0                                                      | 1                                                      |                                                        |                                                        |  |                |                                                       |                                                       |                                                       |                                                       |  |         |                                                      |                                                      |                                                      |                                                      |  |       |                                          |                                          |  |
|  | Beşiktaş                                                   | 1                                                          |                                                            |                                                            |   |                  |                                                        |                                                        |                                                        |                                                        |  |                |                                                       |                                                       |                                                       |                                                       |  |         |                                                      |                                                      |                                                      |                                                      |  |       |                                          |                                          |  |
|  | Dinamo de Kiev                                             | 4                                                          | 4                                                          | 8                                                          |   |                  |                                                        |                                                        |                                                        |                                                        |  |                |                                                       |                                                       |                                                       |                                                       |  |         |                                                      |                                                      |                                                      |                                                      |  |       |                                          |                                          |  |
|  | Dinamo de Kiev                                             | 4                                                          | 4                                                          | 8                                                          |   | Dinamo de Kiev   | 2                                                      | 0                                                      | 2                                                      |                                                        |  |                |                                                       |                                                       |                                                       |                                                       |  |         |                                                      |                                                      |                                                      |                                                      |  |       |                                          |                                          |  |
|  |                                                            |                                                            |                                                            |                                                            |   | Dinamo de Kiev   | 2                                                      | 0                                                      | 2                                                      |                                                        |  |                |                                                       |                                                       |                                                       |                                                       |  |         |                                                      |                                                      |                                                      |                                                      |  |       |                                          |                                          |  |
|  |                                                            |                                                            | Manchester City                                            | 0                                                          | 1 | 1                |                                                        |                                                        |                                                        |                                                        |  |                |                                                       |                                                       |                                                       |                                                       |  |         |                                                      |                                                      |                                                      |                                                      |  |       |                                          |                                          |  |
|  | Aris Salónica                                              | 0                                                          | Manchester City                                            | 0                                                          | 1 | 1                | 0                                                      | 0                                                      |                                                        |                                                        |  |                |                                                       |                                                       |                                                       |                                                       |  |         |                                                      |                                                      |                                                      |                                                      |  |       |                                          |                                          |  |
|  | Aris Salónica                                              | 0                                                          |                                                            |                                                            |   |                  |                                                        |                                                        |                                                        |                                                        |  |                |                                                       |                                                       |                                                       |                                                       |  |         |                                                      |                                                      |                                                      |                                                      |  |       |                                          |                                          |  |
|  | Manchester City                                            | 0                                                          | 3                                                          | 3                                                          |   |                  |                                                        |                                                        |                                                        |                                                        |  |                |                                                       |                                                       |                                                       |                                                       |  |         |                                                      |                                                      |                                                      |                                                      |  |       |                                          |                                          |  |
|  | Manchester City                                            | 0                                                          | 3                                                          | 3                                                          |   |                  |                                                        |                                                        |                                                        |                                                        |  | Dinamo de Kiev | 1                                                     | 0                                                     | 1                                                     |                                                       |  |         |                                                      |                                                      |                                                      |                                                      |  |       |                                          |                                          |  |
|  |                                                            |                                                            |                                                            |                                                            |   |                  |                                                        |                                                        |                                                        |                                                        |  | Dinamo de Kiev | 1                                                     | 0                                                     | 1                                                     |                                                       |  |         |                                                      |                                                      |                                                      |                                                      |  |       |                                          |                                          |  |
|  |                                                            |                                                            | Sporting Braga (v.)                                        | 1                                                          | 0 | 1                |                                                        |                                                        |                                                        |                                                        |  |                |                                                       |                                                       |                                                       |                                                       |  |         |                                                      |                                                      |                                                      |                                                      |  |       |                                          |                                          |  |
|  | Lech Poznań                                                | 1                                                          | Sporting Braga (v.)                                        | 1                                                          | 0 | 1                | 0                                                      | 1                                                      |                                                        |                                                        |  |                |                                                       |                                                       |                                                       |                                                       |  |         |                                                      |                                                      |                                                      |                                                      |  |       |                                          |                                          |  |
|  | Lech Poznań                                                | 1                                                          |                                                            |                                                            |   |                  |                                                        |                                                        |                                                        |                                                        |  |                |                                                       |                                                       |                                                       |                                                       |  |         |                                                      |                                                      |                                                      |                                                      |  |       |                                          |                                          |  |
|  | Sporting Braga                                             | 0                                                          | 2                                                          | 2                                                          |   |                  |                                                        |                                                        |                                                        |                                                        |  |                |                                                       |                                                       |                                                       |                                                       |  |         |                                                      |                                                      |                                                      |                                                      |  |       |                                          |                                          |  |
|  | Sporting Braga                                             | 0                                                          | 2                                                          | 2                                                          |   | Sporting Braga   | 1                                                      | 0                                                      | 1                                                      |                                                        |  |                |                                                       |                                                       |                                                       |                                                       |  |         |                                                      |                                                      |                                                      |                                                      |  |       |                                          |                                          |  |
|  |                                                            |                                                            |                                                            |                                                            |   | Sporting Braga   | 1                                                      | 0                                                      | 1                                                      |                                                        |  |                |                                                       |                                                       |                                                       |                                                       |  |         |                                                      |                                                      |                                                      |                                                      |  |       |                                          |                                          |  |
|  |                                                            |                                                            | Liverpool                                                  | 0                                                          | 0 | 0                |                                                        |                                                        |                                                        |                                                        |  |                |                                                       |                                                       |                                                       |                                                       |  |         |                                                      |                                                      |                                                      |                                                      |  |       |                                          |                                          |  |
|  | Sparta Praga                                               | 0                                                          | Liverpool                                                  | 0                                                          | 0 | 0                | 0                                                      | 0                                                      |                                                        |                                                        |  |                |                                                       |                                                       |                                                       |                                                       |  |         |                                                      |                                                      |                                                      |                                                      |  |       |                                          |                                          |  |
|  | Sparta Praga                                               | 0                                                          |                                                            |                                                            |   |                  |                                                        |                                                        |                                                        |                                                        |  |                |                                                       |                                                       |                                                       |                                                       |  |         |                                                      |                                                      |                                                      |                                                      |  |       |                                          |                                          |  |
|  | Liverpool                                                  | 0                                                          | 1                                                          | 1                                                          |   |                  |                                                        |                                                        |                                                        |                                                        |  |                |                                                       |                                                       |                                                       |                                                       |  |         |                                                      |                                                      |                                                      |                                                      |  |       |                                          |                                          |  |
|  | Liverpool                                                  | 0                                                          | 1                                                          | 1                                                          |   |                  |                                                        |                                                        |                                                        |                                                        |  |                |                                                       |                                                       |                                                       |                                                       |  |         |                                                      |                                                      |                                                      |                                                      |  |       |                                          |                                          |  |
|  |                                                            |                                                            |                                                            |                                                            |   |                  |                                                        |                                                        |                                                        |                                                        |  |                |                                                       |                                                       |                                                       |                                                       |  |         |                                                      |                                                      |                                                      |                                                      |  |       |                                          |                                          |  |

### Octavos de final
Las eliminatorias de octavos de final quedaron decididas en el mismo sorteo de los dieciseisavos de final, hecho que se produjo el  17 de diciembre de 2010 en Nyon. La ida de esta eliminatoria se disputó el 10 de marzo de 2011, mientras que la vuelta se jugó el 17 de marzo.

#### Bayer Leverkusen - Villarreal
| 10 de marzo de 2011 | Bayer Leverkusen        | 2:3 (1:1) | Villarreal                   | BayArena, Leverkusen                                                   |                                                                        |
|                     | Kadlec 33' · Castro 72' | Reporte   | Rossi 42' · Nilmar 70' 90+4' | Asistencia: 20.126 espectadores Árbitro(s): Paolo Tagliavento (Italia) | Asistencia: 20.126 espectadores Árbitro(s): Paolo Tagliavento (Italia) |

| 17 de marzo de 2011 | Villarreal              | 2:1 (1:0) | Bayer Leverkusen | El Madrigal, Villarreal                                             |                                                                     |
|                     | Cazorla 33' · Rossi 69' | Reporte   | Derdiyok 82'     | Asistencia: 19.500 espectadores Árbitro(s): Björn Kuipers (Holanda) | Asistencia: 19.500 espectadores Árbitro(s): Björn Kuipers (Holanda) |

#### Sporting Braga - Liverpool
| 10 de marzo de 2011 | Sporting Braga | 1:0 (1:0) | Liverpool | Estadio Municipal de Braga, Braga                                    |                                                                      |
|                     | Alan 16'       | Reporte   |           | Asistencia: 12.991 espectadores Árbitro(s): Serge Gumienny (Bélgica) | Asistencia: 12.991 espectadores Árbitro(s): Serge Gumienny (Bélgica) |

| 17 de marzo de 2011 | Liverpool | 0:0     | Sporting Braga | Anfield, Liverpool                                                   |                                                                      |
|                     |           | Reporte |                | Asistencia: 37.494 espectadores Árbitro(s): Gianluca Rocchi (Italia) | Asistencia: 37.494 espectadores Árbitro(s): Gianluca Rocchi (Italia) |

#### CSKA Moscú - Porto
| 10 de marzo de 2011 | CSKA Moscú | 0:1 (0:0) | Porto      | Estadio Olímpico Luzhnikí, Moscú                                           |                                                                            |
|                     |            | Reporte   | Guarín 70' | Asistencia: 19 994 espectadores Árbitro(s): Robert Schörgenhofer (Austria) | Asistencia: 19 994 espectadores Árbitro(s): Robert Schörgenhofer (Austria) |

| 17 de marzo de 2011 | Porto                | 2:1 (2:1) | CSKA Moscú | Estádio do Dragão, Oporto                                        |                                                                  |
|                     | Hulk 1' · Guarín 24' | Reporte   | Tošić 29'  | Asistencia: 32 712 espectadores Árbitro(s): Kevin Blom (Holanda) | Asistencia: 32 712 espectadores Árbitro(s): Kevin Blom (Holanda) |

#### PSV Eindhoven - Rangers
| 10 de marzo de 2011 | PSV Eindhoven | 0:0     | Rangers | PSV Stadion, Eindhoven                                              |                                                                     |
|                     |               | Reporte |         | Asistencia: 26.000 espectadores Árbitro(s): Martin Hansson (Suecia) | Asistencia: 26.000 espectadores Árbitro(s): Martin Hansson (Suecia) |

| 17 de marzo de 2011 | Rangers | 0:1 (0:1) | PSV Eindhoven | Ibrox Stadium, Glasgow                                                     |                                                                            |
|                     |         | Reporte   | Lens 14'      | Asistencia: 35.373 espectadores Árbitro(s): Robert Schörgenhofer (Austria) | Asistencia: 35.373 espectadores Árbitro(s): Robert Schörgenhofer (Austria) |

#### Benfica - París Saint-Germain
| 10 de marzo de 2011 | Benfica                     | 2:1 (1:1) | París Saint-Germain | Estádio da Luz, Lisboa                                                       |                                                                              |
|                     | Maxi Pereira 42' · Jara 81' | Reporte   | Luyindula 14'       | Asistencia: 33.928 espectadores Árbitro(s): Pavel Královec (República Checa) | Asistencia: 33.928 espectadores Árbitro(s): Pavel Královec (República Checa) |

| 17 de marzo de 2011 | París Saint-Germain | 1:1 (1:1) | Benfica    | Parque de los Príncipes, París                                       |                                                                      |
|                     | Bodmer 35'          | Reporte   | Gaitán 27' | Asistencia: 40.193 espectadores Árbitro(s): William Collum (Escocia) | Asistencia: 40.193 espectadores Árbitro(s): William Collum (Escocia) |

#### Dinamo Kiev - Manchester City
| 10 de marzo de 2011 | Dinamo Kiev                | 2:0 (1:0) | Manchester City | Estadio Lobanovsky Dynamo, Kiev                                      |                                                                      |
|                     | Shevchenko 25' · Gusev 77' | Reporte   |                 | Asistencia: 16.315 espectadores Árbitro(s): Florian Meyer (Alemania) | Asistencia: 16.315 espectadores Árbitro(s): Florian Meyer (Alemania) |

| 17 de marzo de 2011 | Manchester City | 1:0 (1:0) | Dinamo Kiev | Estadio Ciudad de Mánchester, Mánchester                           |                                                                    |
|                     | Kolarov 39'     | Reporte   |             | Asistencia: 27.816 espectadores Árbitro(s): Cüneyt Çakır (Turquía) | Asistencia: 27.816 espectadores Árbitro(s): Cüneyt Çakır (Turquía) |

#### Twente - Zenit San Petersburgo
| 10 de marzo de 2011 | Twente                           | 3:0 (1:0) | Zenit | FC Twente Stadion, Enschede                                               |                                                                           |
|                     | De Jong 25' 90+2' · Landzaat 56' | Reporte   |       | Asistencia: 20.750 espectadores Árbitro(s): Mark Clattenburg (Inglaterra) | Asistencia: 20.750 espectadores Árbitro(s): Mark Clattenburg (Inglaterra) |

| 17 de marzo de 2011 | Zenit                        | 2:0 (2:0) | Twente | Estadio Petrovsky, San Petersburgo                                  |                                                                     |
|                     | Shirokov 16' · Kerzhakov 38' | Reporte   |        | Asistencia: 20.000 espectadores Árbitro(s): Jonas Eriksson (Suecia) | Asistencia: 20.000 espectadores Árbitro(s): Jonas Eriksson (Suecia) |

#### Ajax - Spartak de Moscú
| 10 de marzo de 2011 | Ajax Ámsterdam | 0:1 (0:0) | Spartak de Moscú | Ámsterdam Arena, Ámsterdam                                          |                                                                     |
|                     |                | Reporte   | Alex 57'         | Asistencia: 32.841 espectadores Árbitro(s): Manuel Gräfe (Alemania) | Asistencia: 32.841 espectadores Árbitro(s): Manuel Gräfe (Alemania) |

| 17 de marzo de 2011 | Spartak de Moscú                          | 3:0 (2:0) | Ajax Ámsterdam | Luzhniki Stadium, Moscú                                                  |                                                                          |
|                     | D. Kombárov 21' · Welliton 30' · Alex 54' | Reporte   |                | Asistencia: 45.000 espectadores Árbitro(s): Martin Atkinson (Inglaterra) | Asistencia: 45.000 espectadores Árbitro(s): Martin Atkinson (Inglaterra) |

### Cuartos de final

#### Benfica - PSV Eindhoven
| 7 de abril de 2011 | Benfica                                    | 4:1 (2:0) | PSV Eindhoven | Estádio da Luz, Lisboa                                                 |                                                                        |
|                    | Aimar 37' · Salvio 45' 51' · Saviola 90+4' | Reporte   | Labyad 80'    | Asistencia: 60.026 espectadores Árbitro(s): Paolo Tagliavento (Italia) | Asistencia: 60.026 espectadores Árbitro(s): Paolo Tagliavento (Italia) |

| 14 de abril de 2011 | PSV Eindhoven            | 2:2 (2:1) | Benfica                    | PSV Stadion, Eindhoven                                                |                                                                       |
|                     | Dzsudzsák 17' · Lens 25' | Reporte   | Luisão 45+1' · Cardozo 63' | Asistencia: 30.000 espectadores Árbitro(s): Wolfgang Stark (Alemania) | Asistencia: 30.000 espectadores Árbitro(s): Wolfgang Stark (Alemania) |

#### Dinamo Kiev - Sporting Braga
| 7 de abril de 2011 | Dinamo Kiev   | 1:1 (1:1) | Sporting Braga | Estadio Lobanovsky Dynamo, Kiev                                          |                                                                          |
|                    | Yarmolenko 6' | Reporte   | Husyev 13'     | Asistencia: 16.000 espectadores Árbitro(s): Björn Kuipers (Países Bajos) | Asistencia: 16.000 espectadores Árbitro(s): Björn Kuipers (Países Bajos) |

| 14 de abril de 2011 | Sporting Braga | 0:0     | Dinamo Kiev | Estadio Municipal de Braga, Braga                                   |                                                                     |
|                     |                | Reporte |             | Asistencia: 14.893 espectadores Árbitro(s): Jonas Eriksson (Suecia) | Asistencia: 14.893 espectadores Árbitro(s): Jonas Eriksson (Suecia) |

#### Villarreal - Twente
| 7 de abril de 2011 | Villarreal                                                     | 5:1 (3:0) | Twente      | El Madrigal, Villarreal                                                          |                                                                                  |
|                    | Marchena 22' · Borja Valero 42' · Nilmar 45+1' 80' · Rossi 55' | Reporte   | Janko 90+1' | Asistencia: 19.094 espectadores Árbitro(s): Aleksei Valeryevich Nikolaev (Rusia) | Asistencia: 19.094 espectadores Árbitro(s): Aleksei Valeryevich Nikolaev (Rusia) |

| 14 de abril de 2011 | Twente      | 1:3 (1:0) | Villarreal                       | FC Twente Stadion, Enschede                                          |                                                                      |
|                     | Bajrami 32' | Reporte   | Rossi 59' · Ruben 83' · Cani 89' | Asistencia: 23.500 espectadores Árbitro(s): William Collum (Escocia) | Asistencia: 23.500 espectadores Árbitro(s): William Collum (Escocia) |

#### Porto - Spartak de Moscú
| 7 de abril de 2011 | Porto                                          | 5:1 (1:0) | Spartak de Moscú | Estádio do Dragão, Oporto                                            |                                                                      |
|                    | Falcao 37' 84' 90+2' · Varela 65' · Maicon 70' | Reporte   | K. Kombárov 71'  | Asistencia: 38.209 espectadores Árbitro(s): Serge Gumienny (Bélgica) | Asistencia: 38.209 espectadores Árbitro(s): Serge Gumienny (Bélgica) |

| 14 de abril de 2011 | Spartak de Moscú     | 2:5 (0:2) | Porto                                                                   | Luzhniki Stadium, Moscú                                             |                                                                     |
|                     | Dzjuba 52' · Ari 72' | Reporte   | Hulk 28' · Rodríguez 45+2' · Guarín 47' · Falcao 54' · Rúben Micael 89' | Asistencia: 17.088 espectadores Árbitro(s): Viktor Kassai (Hungría) | Asistencia: 17.088 espectadores Árbitro(s): Viktor Kassai (Hungría) |

### Semifinal

#### Porto - Villarreal
| 28 de abril de 2011, 20:15 | Porto                               | 5:1 (0:1) | Villarreal | Estádio do Dragão, Oporto                                                |                                                                          |
|                            | Falcao 49' 67' 75' 89' · Guarín 61' | Reporte   | Cani 45'   | Asistencia: 44.719 espectadores Árbitro(s): Björn Kuipers (Países Bajos) | Asistencia: 44.719 espectadores Árbitro(s): Björn Kuipers (Países Bajos) |

| 5 de mayo de 2011, 21:15 | Villarreal                           | 3:2 (1:1) | Porto                 | El Madrigal, Villarreal                                              |                                                                      |
|                          | Cani 17' · Capdevila 75' · Rossi 80' | Reporte   | Hulk 40' · Falcao 48' | Asistencia: 21.500 espectadores Árbitro(s): Gianluca Rocchi (Italia) | Asistencia: 21.500 espectadores Árbitro(s): Gianluca Rocchi (Italia) |

Falcao la monda!

#### Benfica - Sporting Braga
| 28 de abril de 2011 | Benfica                  | 2:1 (0:0) | Sporting Braga | Estádio da Luz, Lisboa                                              |                                                                     |
|                     | Jardel 50' · Cardozo 59' | Reporte   | Vandinho 53'   | Asistencia: 57.781 espectadores Árbitro(s): Craig Thomson (Escocia) | Asistencia: 57.781 espectadores Árbitro(s): Craig Thomson (Escocia) |

| 5 de mayo de 2011 | Sporting Braga | 1:0 (1:0) | Benfica | Estadio Municipal de Braga, Braga                                        |                                                                          |
|                   | Custódio 18'   | Reporte   |         | Asistencia: 25.384 espectadores Árbitro(s): Martin Atkinson (Inglaterra) | Asistencia: 25.384 espectadores Árbitro(s): Martin Atkinson (Inglaterra) |

## Final
Irlanda albergó por primera vez una final de una competición organizada por la UEFA. La final de la UEFA Europa League, jugada el miércoles 18 de mayo se disputó en el Estadio Aviva de Dublín, construido sobre el antiguo Lansdowne Roady sede de la Selección de fútbol de Irlanda. Porto y Sporting Braga se enfrentaron en la que fue la 8va final entre equipos de un mismo país y que se saldó con victoria de los Dragões con un solitario gol del colombiano Radamel Falcao García, estrella del partido y de la competición con sus 17 goles, récord en una edición de la Liga Europa.
| 1          | POR        | Helton                |     |
| 21         | DEF        | Cristian Săpunaru     |     |
| 14         | DEF        | Rolando               |     |
| 30         | DEF        | Nicolás Otamendi      |     |
| 5          | DEF        | Álvaro Pereira        |     |
| 25         | MED        | Fernando Reges        |     |
| 6          | MED        | Freddy Guarín         | 73' |
| 8          | MED        | João Moutinho         |     |
| 12         | DEL        | Hulk                  |     |
| 17         | DEL        | Silvestre Varela      | 79' |
| 9          | DEL        | Radamel Falcao García |     |
| Entrenador | Entrenador | André Villas Boas     |     |

| 1          | POR        | Arthur Moraes      |     |
| 15         | DEF        | Miguel Garcia      |     |
| 3          | DEF        | Paulão             |     |
| 2          | DEF        | Alberto Rodríguez  | 46' |
| 28         | DEF        | Sílvio Pereira     |     |
| 27         | MED        | Custódio Castro    |     |
| 88         | MED        | Vandinho           |     |
| 45         | MED        | Hugo Viana         | 46' |
| 30         | DEL        | Alan Osório        |     |
| 9          | DEL        | Paulo César        |     |
| 18         | DEL        | Lima               | 66' |
| Entrenador | Entrenador | Domingos Paciência |     |

| 7  | MED | Fernando Belluschi | 73' |
| 19 | MED | James Rodríguez    | 79' |

| 4  | DEF | Kaká          | 46' |
| 8  | MED | Mossoró       | 46' |
| 19 | DEF | Albert Meyong | 66' |

| Anotado | 44' | Radamel Falcao | 1-0 |

| Amonestado | 49'   | Cristian Săpunaru |
| Amonestado | 90'   | Helton            |
| Amonestado | 90'+3 | Rolando           |

| Amonestado | 24' | Hugo Viana    |
| Amonestado | 30' | Sílvio        |
| Amonestado | 55' | Miguel Garcia |
| Amonestado | 59' | Mossoró       |
| Amonestado | 80' | Kaká          |

| Árbitro                      | Carlos Velasco Carballo  |
| Asistentes de línea de banda | Roberto Alonso Fernández |
| Asistentes de línea de banda | Jesús Calvo Guadamuro    |
| Asistentes de línea de gol   | Carlos Clos Gómez        |
| Asistentes de línea de gol   | Antonio Rubinos Pérez    |
| Cuarto árbitro               | David Fernández Borbalán |

| 1          | POR        | Helton                |     |
| 21         | DEF        | Cristian Săpunaru     |     |
| 14         | DEF        | Rolando               |     |
| 30         | DEF        | Nicolás Otamendi      |     |
| 5          | DEF        | Álvaro Pereira        |     |
| 25         | MED        | Fernando Reges        |     |
| 6          | MED        | Freddy Guarín         | 73' |
| 8          | MED        | João Moutinho         |     |
| 12         | DEL        | Hulk                  |     |
| 17         | DEL        | Silvestre Varela      | 79' |
| 9          | DEL        | Radamel Falcao García |     |
| Entrenador | Entrenador | André Villas Boas     |     |

| 1          | POR        | Arthur Moraes      |     |
| 15         | DEF        | Miguel Garcia      |     |
| 3          | DEF        | Paulão             |     |
| 2          | DEF        | Alberto Rodríguez  | 46' |
| 28         | DEF        | Sílvio Pereira     |     |
| 27         | MED        | Custódio Castro    |     |
| 88         | MED        | Vandinho           |     |
| 45         | MED        | Hugo Viana         | 46' |
| 30         | DEL        | Alan Osório        |     |
| 9          | DEL        | Paulo César        |     |
| 18         | DEL        | Lima               | 66' |
| Entrenador | Entrenador | Domingos Paciência |     |

| 7  | MED | Fernando Belluschi | 73' |
| 19 | MED | James Rodríguez    | 79' |

| 4  | DEF | Kaká          | 46' |
| 8  | MED | Mossoró       | 46' |
| 19 | DEF | Albert Meyong | 66' |

| Anotado | 44' | Radamel Falcao | 1-0 |

| Amonestado | 49'   | Cristian Săpunaru |
| Amonestado | 90'   | Helton            |
| Amonestado | 90'+3 | Rolando           |

| Amonestado | 24' | Hugo Viana    |
| Amonestado | 30' | Sílvio        |
| Amonestado | 55' | Miguel Garcia |
| Amonestado | 59' | Mossoró       |
| Amonestado | 80' | Kaká          |

| Árbitro                      | Carlos Velasco Carballo  |
| Asistentes de línea de banda | Roberto Alonso Fernández |
| Asistentes de línea de banda | Jesús Calvo Guadamuro    |
| Asistentes de línea de gol   | Carlos Clos Gómez        |
| Asistentes de línea de gol   | Antonio Rubinos Pérez    |
| Cuarto árbitro               | David Fernández Borbalán |

|                             |
| Bandera de Portugal         |
| Campeón FC Porto 2.º título |

## Goleadores
| Jugador               | Equipo         | Goles | Minutos |
| --------------------- | -------------- | ----- | ------- |
| Radamel Falcao García | Porto          | 17    | 1200'   |
| Giuseppe Rossi        | Villarreal     | 11    | 1037'   |
| Tomáš Necid           | CSKA Moscú     | 6     | 526'    |
| Freddy Guarín         | Porto          | 5     | 808'    |
| Wilfried Bony         | Sparta Praga   | 5     | 526'    |
| Nilmar                | Villarreal     | 5     | 572'    |
| Artjoms Rudņevs       | Lech Poznań    | 5     | 621'    |
| Edinson Cavani        | Napoli         | 5     | 667'    |
| Frédéric Kanouté      | Sevilla        | 5     | 461'    |
| Artem Milevskiy       | Dinamo de Kiev | 5     | 967'    |
| Balázs Dzsudzsák      | PSV Eindhoven  | 5     | 973'    |
| Hulk                  | Porto          | 5     | 1180'   |